# Kurt Gottlich
Kurt Gottlich (* 4. Dezember 1932 in Graz; † 14. Oktober 2013) war ein österreichischer Jurist, Staatsanwalt und Verfassungsrichter. Gottlich war von 1971 bis 2002 Mitglied des österreichischen Verfassungsgerichtshofs.

## Werdegang
Kurt Gottlich wurde am 4. Dezember 1932 in der steiermärkischen Landeshauptstadt Graz geboren und wuchs dort auf. Er absolvierte das Studium der Rechtswissenschaften an der Universität Graz und wurde dort im Jahr 1957 zum Doktor der Rechte promoviert. Anschließend an sein Studium trat Gottlich im Jahr 1957 in den Dienst beim Bundesministerium für Verkehr ein. 1962 absolvierte er die Richteramtsprüfung und wurde in der Folge als Richter an mehreren Gerichten der ordentlichen Gerichtsbarkeit sowie beim Schiedsgericht der Sozialversicherung tätig. Im Jahr 1965 wurde Kurt Gottlich dem Bundesministerium für Justiz dienstzugeteilt und war zuletzt als Staatsanwalt beschäftigt. Vor seinem Eintritt in den Verfassungsgerichtshof war Gottlich als Senatsvorsitzender mit dem Berufstitel Oberlandesgerichtsrat am Landesgericht für Strafsachen Wien tätig.
Mit 1. März 1971 wurde Kurt Gottlich auf Vorschlag der Bundesregierung von Bundespräsident Franz Jonas zum Mitglied des Verfassungsgerichtshofs ernannt, was er in der Folge bis zum Jahr 2002 blieb. Ab April 1972 bis zu seinem altersbedingten Ausscheiden am 31. Dezember 2002 war Gottlich einer der ständigen Referenten des Verfassungsgerichtshofs. Mit 31 Jahren als Verfassungsrichter gehört er bis heute zu den längstdienenden VfGH-Mitgliedern in dessen Geschichte.